# Switch Mobility

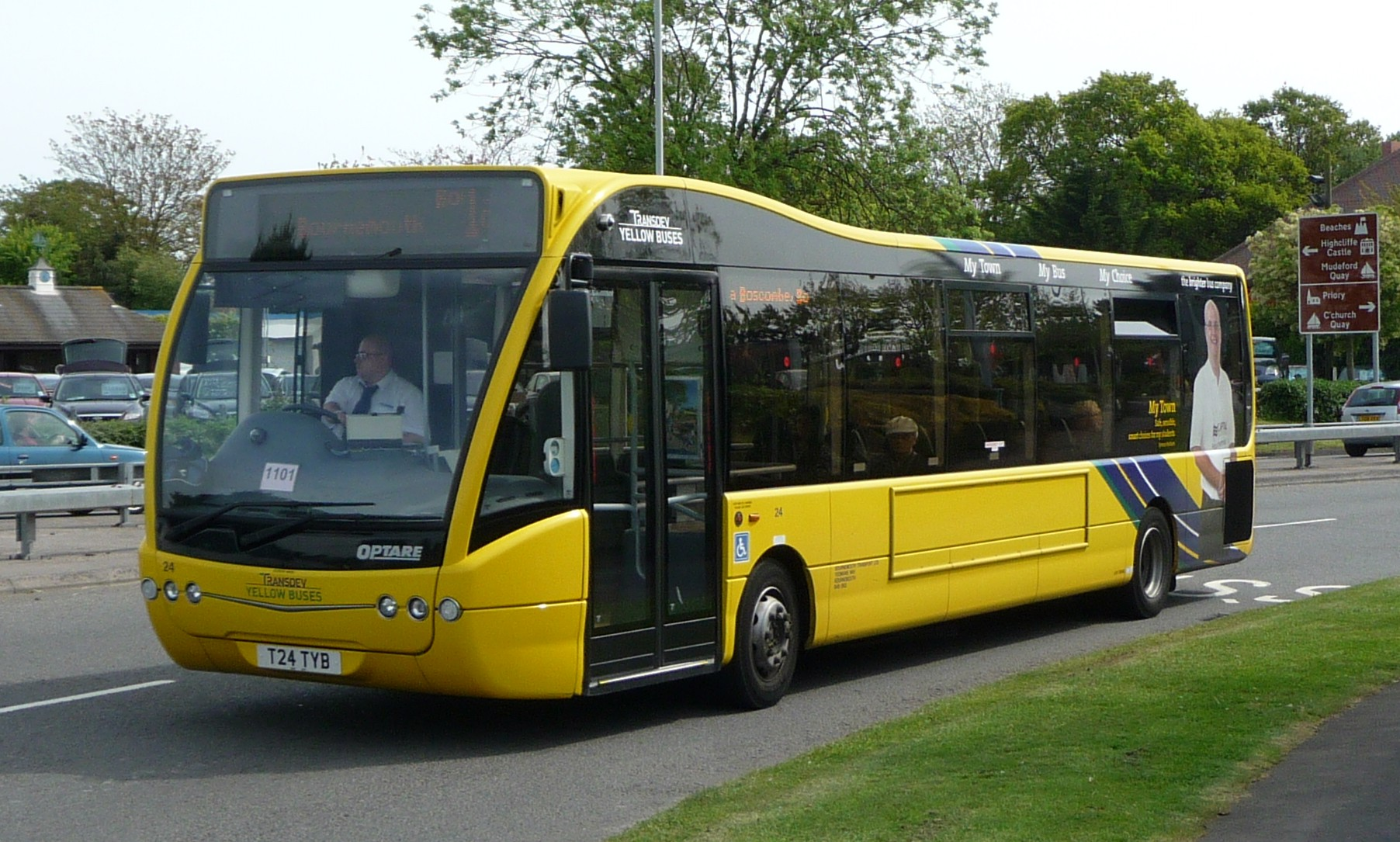
Optare Versa

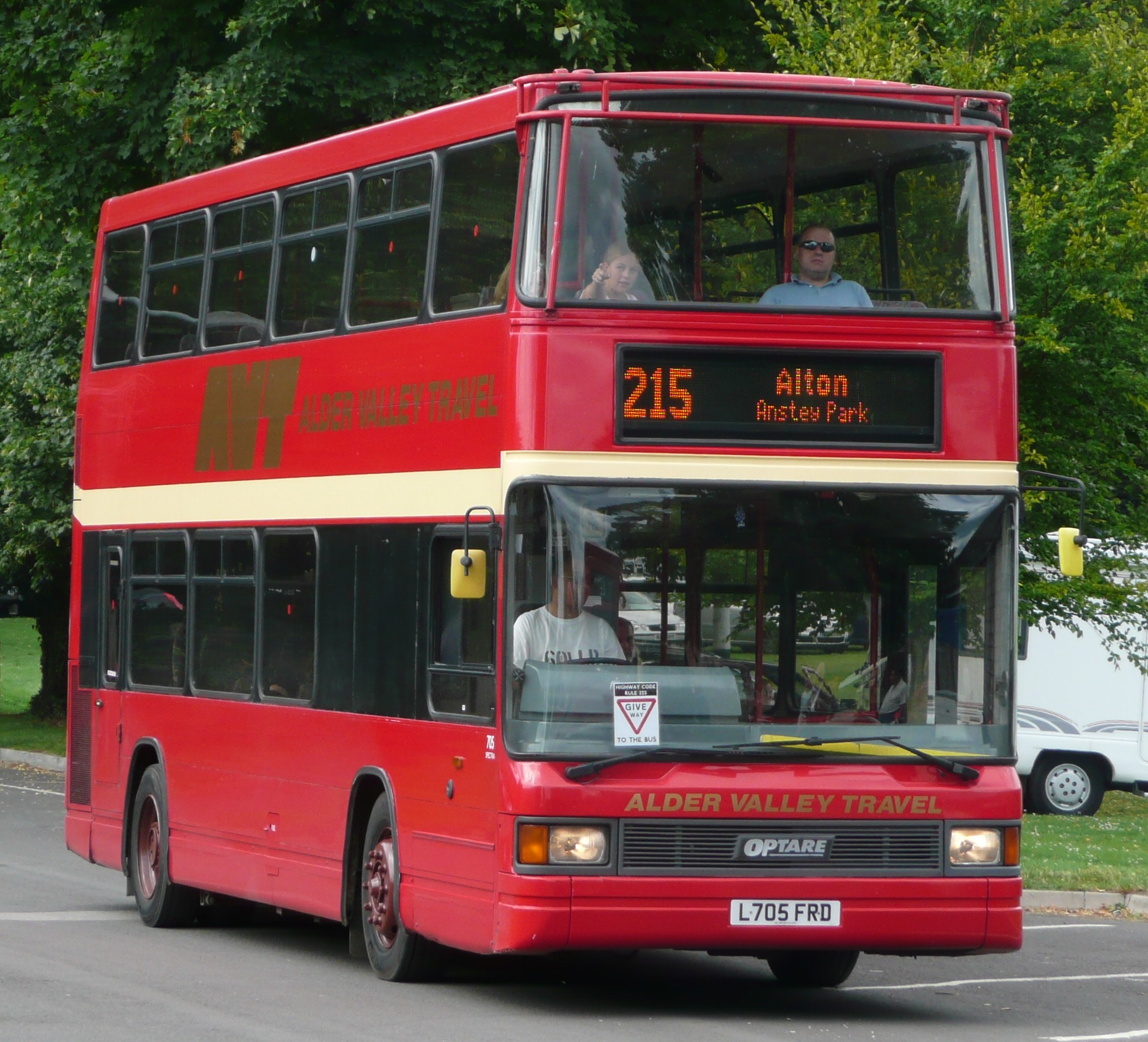
Optare Spectra

Switch Mobility — британская фирма-производитель автобусов из города Лидс, являющаяся
дочерним предприятием американского автобусного концерна NABI. Optare выпускает большую гамму
разнообразных автобусов: малые, средние, городские, туристические.
Alero — самый короткий автобус фирмы, длиной 7,2 метра, с 16 сиденьями.
Solo — низкорамные городские автобусы среднего класса с 37 сиденьями, длиной 8,5 или 9,2 метра.
Spectra — двухэтажный автобус с 78 местами для сидения.
Soroco, Nouvelle — туристические машины люкс-класса.